# Сфероцитоза
Сфероцитоза (енгл. Hereditary spherocytosis) је наследна аутозомно-доминантна болест еритроцита (црвена крвна зрнца). То је једна од најчешћих урођених хемолитичких анемија Европи. Узрокована је дефектним протеином ћелијске мембране еритроцита, који доводи до њиховог лоптастог облика. Овакав облик еритроцита је неповољан јер у уским капиларима, кроз које пролазе еритроцити долази до њиховог механичког оштећења. Самим тим је и време њиховог живота смањено. Нормално еритроцити живе око 120 дана, у овом случају много краће.
Учесталост сфероцитозе је 1:5000.

## Узрок
Узрок ја дефект на хромозому 8. Услед ове аномалије синтетишу се дефектни протеини циоскелета и ћелијске мембране еритроцита: спектрин и анкирин, што доводи до повећане пропустљивости за јоне натријума који улазе из околине у еритроците. Споља је висока концентрације натријумових јона, а унутарћелијски ниска, па натријумови јони спонтано дифундују услед концентрационог градијенета. Улазак натријума у еритроците повлачи и улазак воде, због хиперосмоларности, коју изазивају јони натријума који су ушли у ћелије крви. Црвена крвна зрнца бубре и добијају лоптаст облик-сфероцити.

## Симптоми
Присутни су знаци хемолизе (уништавање еритроцита).
- повећана количина неконјугованог билирубина, блага жутица
- тамна пребојеност мокраће
- повећане слезине (слезина)

Присутни и су блажи симптоми хемолитичке анемије (хемолитичка анемија):
- замарање, слабост
- главобоља, вртоглавица, зујање у ушима
- диспнеја-осећај губитка ваздуха
- тахикардија-убрзан срчан рад, ангина пекторис (angina pectoris), срчани шум
- жутица-иктерус
- бела боја коже, слузокоже

Ови симптоми се срећу код свих хемолитичких анемија, и могу бити различите јачине. 
За испитивање функције црвених крвних зрнаца користе се разни тестови: приликом додавања 0,45% раствора натријум хлорида (кухињска со) концентрације мање од 0,45% долази до хемолизе сфероцита.
Нормални еритроцити су нешто отпорнији, па хемолизирају тек при концентрацији раствора већој од 0,45%.
У крвној слици је концентрација ретикулоцита (незрела црвена крвна зрнца), повећана (нормално до 3%).